# Edward Wróblewski
Edward Wróblewski (ur. 5 września 1906 w Łodzi, zm. ?) – polski działacz społeczny, poseł na Sejm PRL V kadencji.

## Życiorys
Uzyskał wykształcenie średnie niepełne. Był pracownikiem umysłowym oraz działaczem społecznym, pełnił funkcję wiceprzewodniczącego prezydium Rady Narodowej miasta Łodzi. W 1969 uzyskał mandat posła na Sejm PRL w okręgu Łódź-Śródmieście z ramienia Polskiej Zjednoczonej Partii Robotniczej. Zasiadał w Komisji Budownictwa i Gospodarki Komunalnej oraz w Komisji Handlu Wewnętrznego.

## Ordery i odznaczenia
- Krzyż Oficerski Orderu Odrodzenia Polski
- Krzyż Kawalerski Orderu Odrodzenia Polski
- Złoty Krzyż Zasługi
- Srebrny Krzyż Zasługi (8 maja 1946)[2]